# 菅沼理恵
菅沼 理恵（すがぬま りえ、3月11日 - ）は、日本の小説家、ライトノベル作家。愛知県出身。愛知県立犬山高校卒、愛知江南短期大学卒、名古屋電子計算機専門学校卒。血液型はO型。
「春コレ！」フェア対象作品「星宿姫伝 しろがねの誓約」（2005年4月1日刊）でデビュー。「せいらん」というサークル名でコミティアなど創作系即売会に出展し同人誌活動を行っている。

## 人物
- 抹茶味のお菓子を好んで、よく日記に写真を上げている。

## 主な作品

### 文庫作品
- 星宿姫伝（イラスト：瀬田ヒナコ / 角川ビーンズ文庫）：全10巻

　1～7巻がしろがね編、8～10巻がくろがね編と呼ばれる。
1. しろがねの誓約（2005年4月1日刊）
2. しろがねの継承（2005年9月1日刊）
3. しろがねの追憶（2005年12月1日刊）
4. しろがねの鼓動（2006年5月1日刊）
5. しろがねの覚醒（2006年8月1日刊）
6. しろがねの永遠（2007年1月1日刊）
7. しろがねの幸福（2007年6月1日刊）*短編集
8. くろがねの初陣（2007年10月1日刊）
9. くろがねの封印（2008年2月1日刊）
10. くろがねの奇跡（2008年5月1日刊）

- 斬月伝（イラスト：瀬田ヒナコ / 角川ビーンズ文庫）：全3巻

1. 白き刃で闇を断て（2008年9月1日刊）
2. 夜明けに結ぶ朱き絆（2009年1月1日刊）
3. 時のめぐりを告げるもの（2009年6月1日刊）

- 戦国恋姫伝（イラスト：石川沙絵 / 角川ビーンズ文庫）：全3巻

1. 戦国恋姫伝　偽りの婚姻（2010年11月1日刊）
2. 戦国恋姫伝　封印の宝刀（2011年3月1日刊）
3. 戦国恋姫伝　裏切りの許嫁（2011年8月1日刊）

- 天剣のセレン　邪神の花嫁と暁の王子（イラスト：池上紗京 / 一迅社文庫アイリス）

- 黒猫茶房の四季つづり（イラスト：くにみつ / TO文庫）

1. 黒猫茶房の四季つづり〜僕と偽執事と職人のこしあん事情〜（2015年10月1日刊）
2. 黒猫茶房の四季つづり〜僕と偽執事と職人のこしあん事情〜弐（2016年4月1日刊）

### 雑誌掲載作品（すべて文庫未収録）
- 星宿姫伝　くろがねの邂逅（TheBeans vol.9）
- 斬月伝　旅は道連れ　世は嵐（TheBeans vol.9）
- 斬月伝　夢の中でも花に焦がれて（TheBeans vol.10）
- 斬月伝　小鳥が隣で眠る夜（TheBeans vol.11）
- 斬月伝　約束のつばさ（TheBeans vol.12）
- 戦国恋姫伝　偽りの若武者（TheBeans vol.16）

### 全員プレゼント作品
- 星宿姫伝　しろがねの夜話

### ビーンズ文庫携帯サイト書き下ろし作品
- 星宿姫伝　しろがねの旋律
- 星宿姫伝　しろがねの切望
- 星宿姫伝　しろがねの無限
- 星宿姫伝　しろがねの揺籃（ゆりかご）
- 星宿姫伝　しろがねの抱擁